# George Maksimilianovitsj van Leuchtenberg

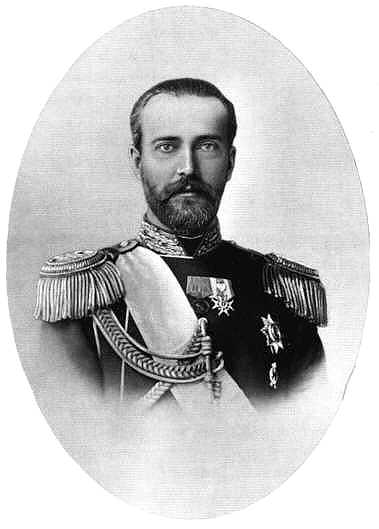
George Maksimilianovitsj van Leuchtenberg

George Maksimilianovitsj Hertog van Leuchtenberg (Russisch: Георгий Максимилианович Лейхтенбергский) (Sint-Petersburg, Rusland, 29 februari 1852 – Parijs, Frankrijk, 16 mei 1912), zesde Hertog van Leuchtenberg, Prins Romanovskaja en Keizerlijke Hoogheid, was de zoon van Z.K.H. Hertog Maximiliaan van Leuchtenberg, Prins Romanovskaja en diens echtgenote Grootvorstin Maria Nikolajevna van Rusland. Via zijn moeder was George een kleinzoon van Tsaar Nicolaas I.
Zijn eerste huwelijk was op 12 mei 1879 met Therese van Oldenburg, een dochter van Constantijn van Oldenburg. Haar broer, Alexander, was getrouwd met Georges zus Eugénie. George en Therese kregen één zoon: Alexander (1881-1942). Therese stierf in 1883 op 31-jarige leeftijd.
Hij hertrouwde op 28 augustus 1889 te Peterhof, Rusland, met prinses Anastasia van Montenegro, een dochter van koning Nicolaas I van Montenegro. George en Anastasia kregen twee kinderen: prins Sergej (1890-1974) en prinses Helena (1892-1971). Het huwelijk werd in 1906 ontbonden.
Van Leuchtenberg overleed op 60-jarige leeftijd.
- Bibliothèque nationale de France: cb14975893z (data)
- Gemeinsame Normdatei: 1110782683
- International Standard Name Identifier: 0000 0000 0175 8359
- Virtual International Authority File: 24875134
- WorldCat: E39PBJhdd4xDbBpqpB6r7K7rbd